# 加勒白眼蝶
加勒白眼蝶（又譯作大理石條紋粉蝶）是眼蝶亞科白眼蝶屬的一種，分佈在大部份的歐洲、北非及遠東至伊朗，於20世紀末更擴展至英國。
其的毛蟲主要吃多種的草，不過完全的草種不詳，而紫羊茅是它們主要的食糧。大理石條紋粉蝶會在翅膀上或草莖上產卵。毛蟲孵化立即會冬眠，待明年春天才吃新鮮的食物。毛蟲呈石灰綠色，背部中間有一道深綠色的線。它們會在地上結蛹。成蟲約於7月破蜅而出。在溫暖及陽光普照的天氣下，可以有幾千隻粉蝶飛舞。

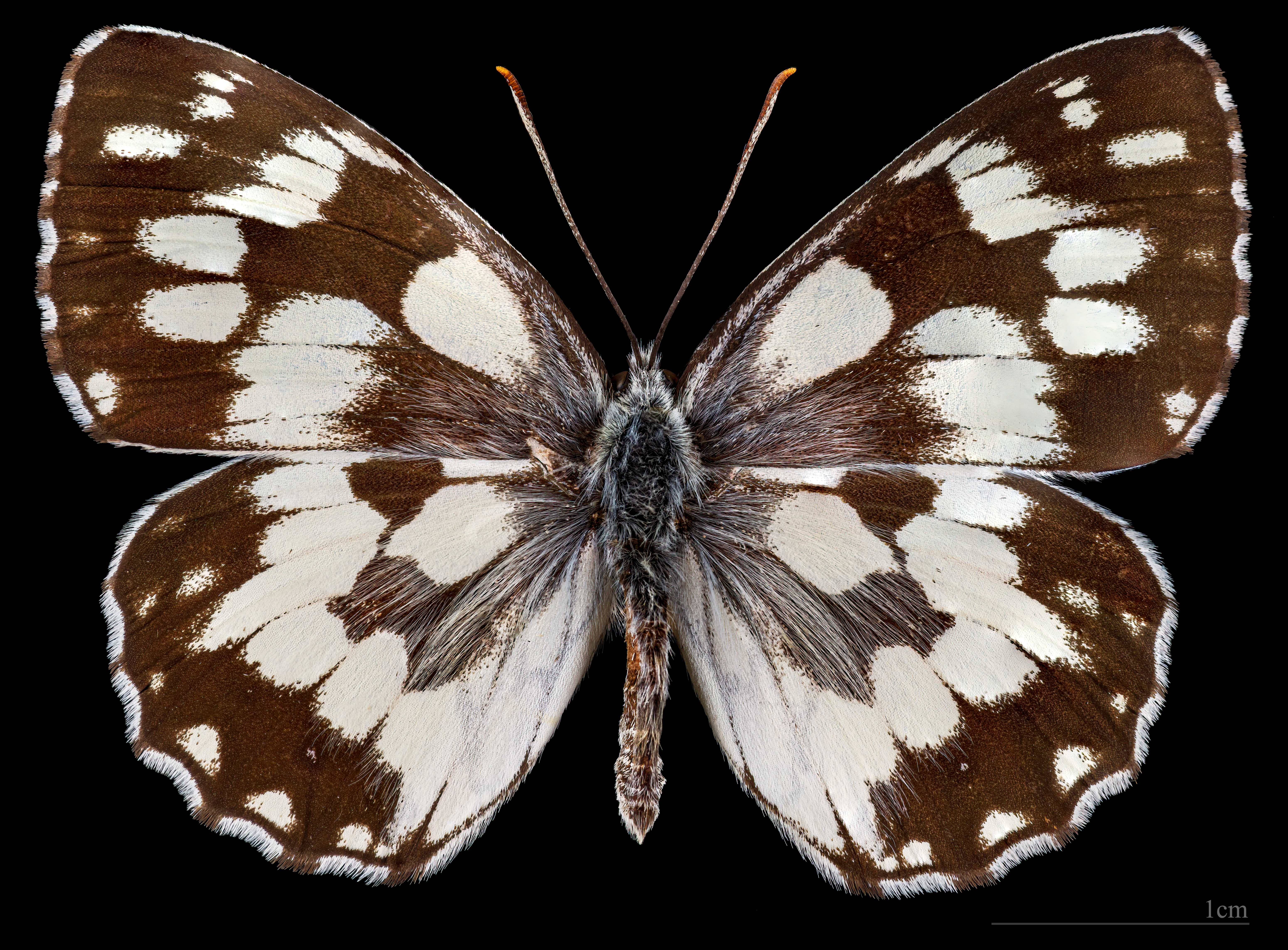
♂
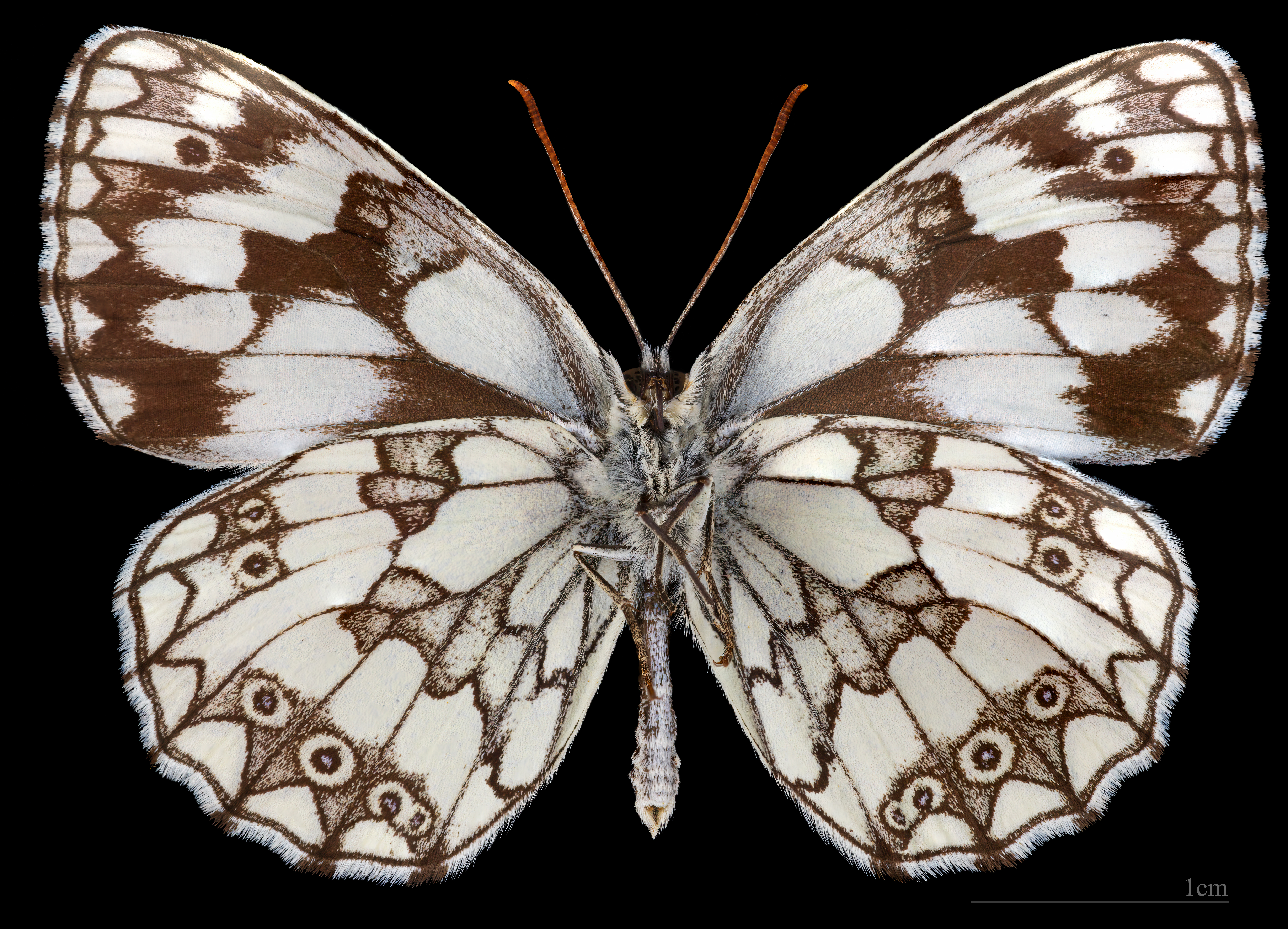
♂ △
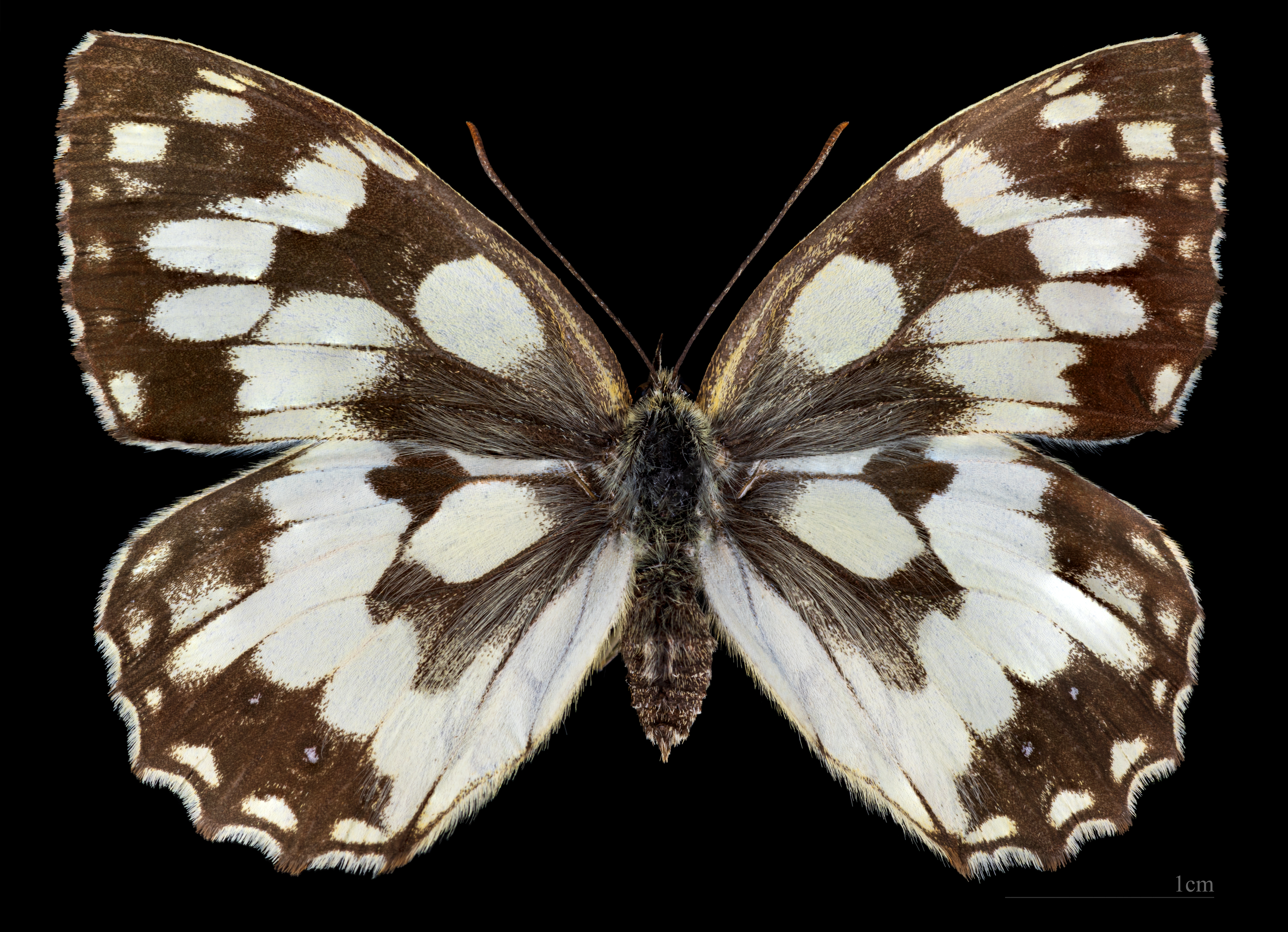
♀
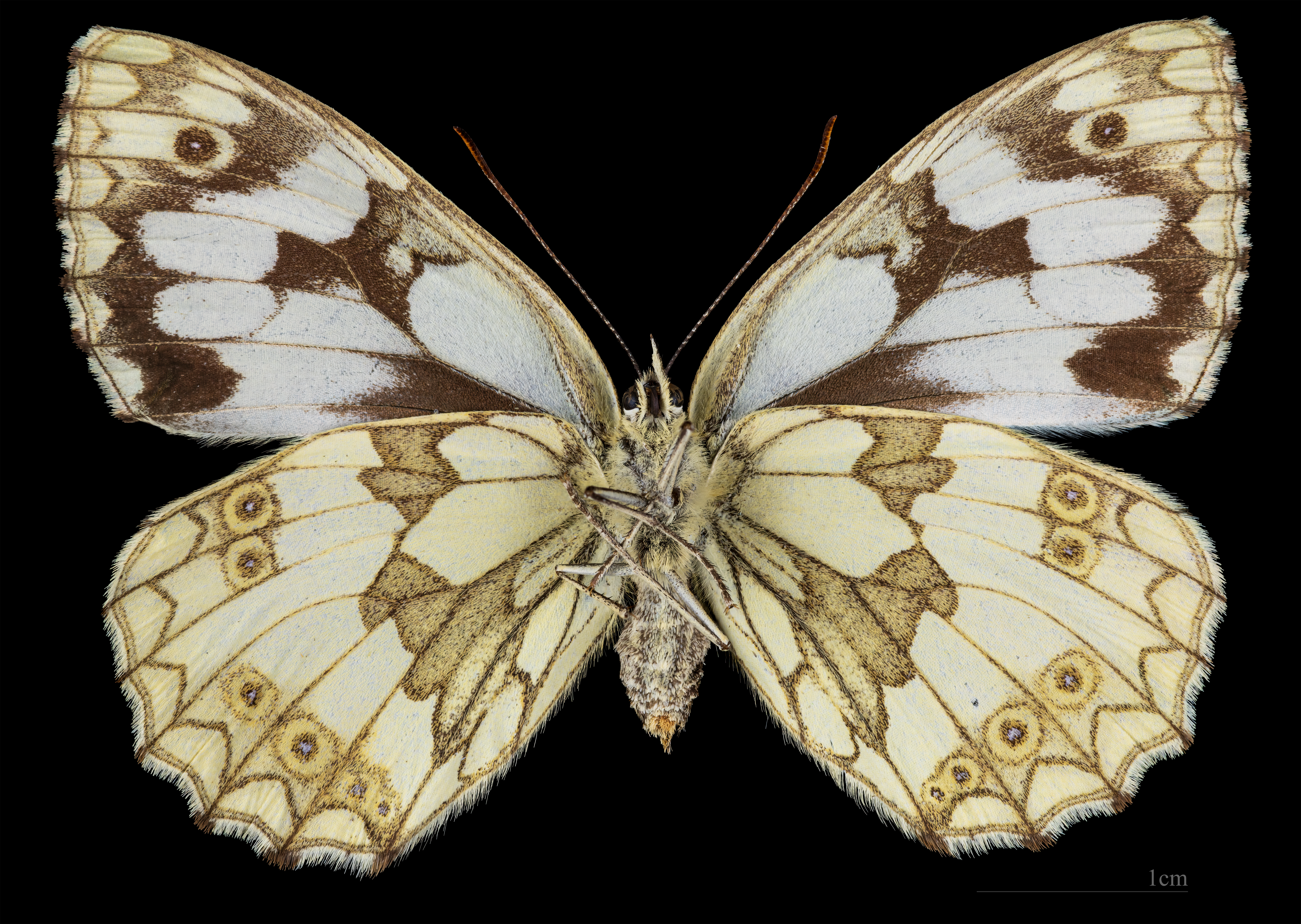
♀ △